# سيدني آدامز
سيدني آدامز (17 أغسطس 1904 - 24 مارس 1945) (بالإنجليزية: Sidney Adams) هو لاعب كريكت بريطاني. شارك مع منتخب إنجلترا للكريكت.

## وصلات خارجية
- سيدني آدامز على موقع إي آس بي آن كريك إنفو (الإنجليزية)